# Scituate (Massachusetts)
Scituate – miasto w Stanach Zjednoczonych, w stanie Massachusetts, w hrabstwie Plymouth.